# Dionisio Galparsoro
Galparsoro  Martínez est un nom espagnol. Le premier nom de famille, en général paternel, est Galparsoro ; le second, en général maternel, souvent omis, est Martínez.
Dionisio Galparsoro Martínez, né le 13 août 1978 à Ataun au Guipuscoa,  est un coureur cycliste espagnol. Professionnel de 2003 à fin 2009, il participe à plusieurs Tour d'Italie et au Tour d'Espagne au cours de sa carrière.

## Biographie
Dionisio Galparsoro entame une carrière professionnelle en 2003 au sein de l'équipe basque Euskaltel-Euskadi où il emporte de nombreuses courses.
Après deux saisons sans succès, il part chez Kaiku, où il remporte une étape du Tour de Hesse et une du Tour des Asturies. Kaiku disparaissant fin 2006, il fait son retour l'année suivante dans la formation Euskaltel-Euskadi.
En 2009, il est membre de l'équipe Contentpolis-Ampo. Cette formation arrête son activité en fin d'année et Dionisio Galparsoro met un terme à sa carrière professionnelle faute d'avoir pu trouver un nouveau contrat.

## Palmarès

### Palmarès amateur
- 2000
  - 2e du San Gregorio Saria
  - 3e de l'Andra Mari Sari Nagusia
- 2001
  - Laudio Saria
  - Lazkaoko Proba
  - 3e du Tour du Labourd
  - 3e de Bayonne-Pampelune
  - 3e de la Prueba Loinaz
- 2002
  - Mémorial Valenciaga
  - 2e étape du Tour d'Alava[1]
  - San Martín Proba
  - 2e de la Route du Pays basque
  - 2e de la Prueba Loinaz
  - 2e du Tour de Navarre
  - 3e du Tour du Labourd
  - 3e du Tarbes-Sauveterre
  - 3e de la Prueba San Juan

### Palmarès professionnel
- 2005
  - 3e étape du Tour de Hesse
  - 4e étape du Tour des Asturies

## Résultats sur les grands tours

### Tour d'Italie
2 participations
- 2007 : abandon (12e étape)
- 2008 : abandon (20e étape)

### Tour d'Espagne
1 participation
- 2007 : 63e

## Classements mondiaux
| Année           | 2005 | 2006 | 2007 | 2008 | 2009   |
| --------------- | ---- | ---- | ---- | ---- | ------ |
| UCI Europe Tour | 284e | 505e |      |      | 1 057e |